# Kypck
Kypck (russisch КУРСК, gesprochen Kursk) ist eine finnische Metal-Band.

## Geschichte
Nach der Auflösung von Sentenced 2005 legte Gitarrist und Songschreiber Sami Lopakka eine längere musikalische Pause ein und gründete mit zwei Freunden die Merchandising-Firma Northern Tribe, die Bekleidungsserien für Metal-Fans herstellt. Schließlich tat er sich im Winter 2006/2007 mit einigen Freunden – Sänger Erkki Seppänen, J. T. Ylä-Rautio am Bass und Produzent Hiili Hiilesmaa am Schlagzeug – zusammen und realisierte mit ihnen Kypck, eine Idee, an der er bereits seit 1999 immer wieder geplant hatte. Im Sommer 2007 begannen die Aufnahmearbeiten für das Debütalbum Cherno, das von Hiilesmaa produziert und gemischt wurde. Das Mastering erfolgte durch Mika Jussila in den Finnvox Studios. Am 23. Januar 2008 wurde die Single 1917 veröffentlicht, zu der später auch ein Video aufgenommen wurde. Kurz darauf zierte Kypck das Titelblatt der 54. Ausgabe des Inferno, der größten Metal-Zeitschrift Finnlands. Am 8. März spielte die Band anlässlich der Veröffentlichung des Debütalbums ein Konzert in der Bar PSK Kaupunni des Ex-Sentenced-Mitglieds Vesa Ranta in Oulu. Vier Tage später wurde Cherno veröffentlicht und stieg auf Platz 11 der finnischen Albumcharts ein. Am 30. Mai 2008 unterschrieb Kypck einen Vertrag bei dem Label Century Media, das Cherno am 18. Juli 2008 weltweit veröffentlichte.
Das zweite Studioalbum Nizhe erschien am 9. Februar 2011.

## Bandkonzept

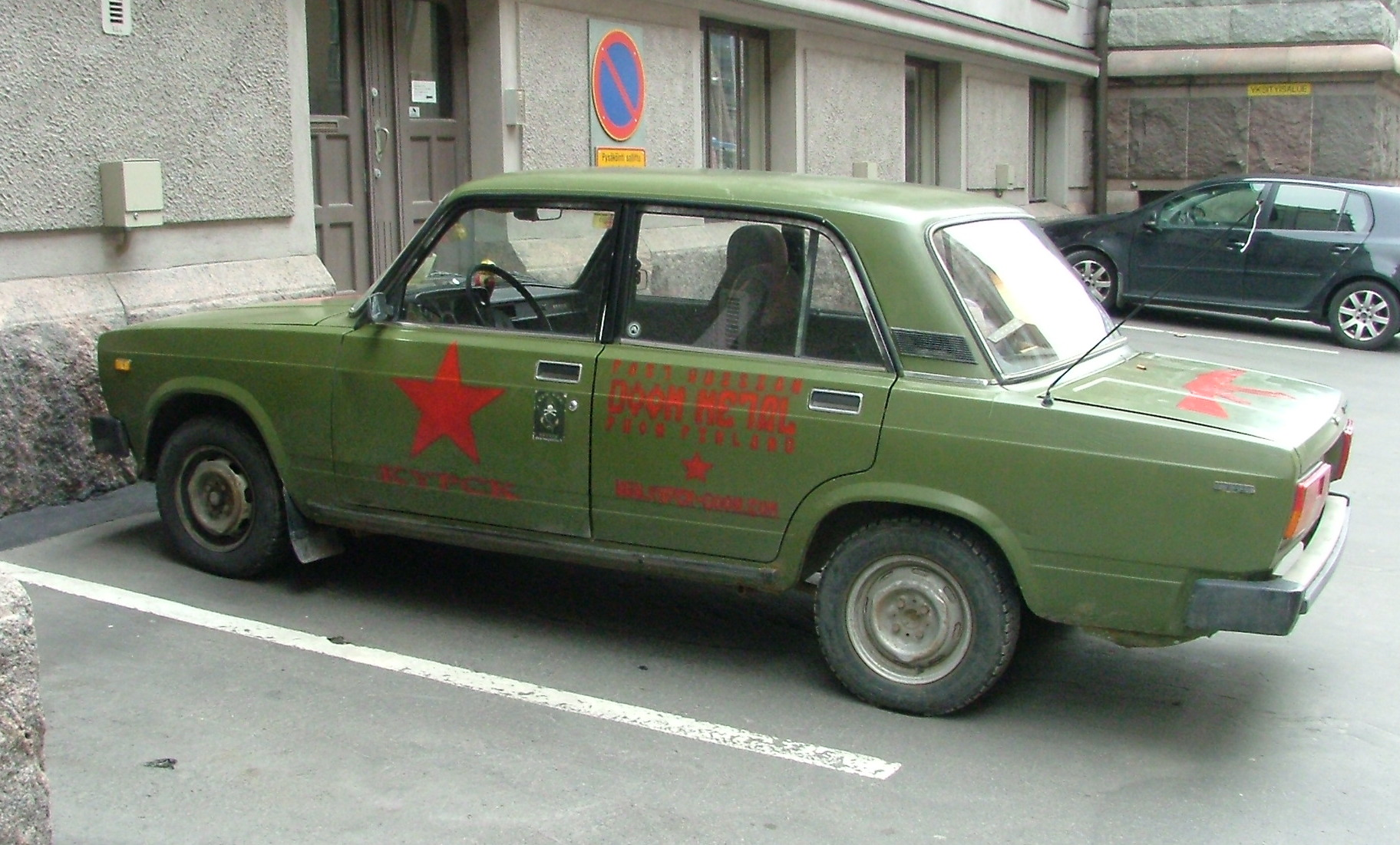
Das „Bandauto“ KYPCKS, ein Lada

Kypck ist nach der russischen Stadt Kursk benannt, wobei besonderer Wert auf die Schreibweise in kyrillischem Alphabet gelegt wird. Nach Aussage von Sänger Erkki Seppänen wollte die Band einen kurzen, maskulin klingenden Namen, dessen Bedeutung auch außerhalb von Russland bekannt ist.
Die Texte sind komplett in russischer Sprache gehalten; im CD-Booklet sind sie in kyrillischer Schrift verfasst, wobei auch eine Transkription in das lateinische Alphabet zur Verfügung gestellt wurde. Verantwortlich für die Texte sind Lopakka und Seppänen, wobei letzterer alle Übersetzungen ins Russische vorgenommen hatte, da er fließend Russisch spricht und mehrere Jahre in Sankt Petersburg und Moskau, wo er an der Botschaft angestellt war, gelebt hat. Hauptsächlich beschäftigen sich die Lieder mit aktuellen und historischen Ereignissen in Russland. So handelt Stalingrad von der Repressionspolitik Stalins, 1917 handelt von Hiilesmaas Urgroßvater, der bei der Miliz in Sankt Petersburg war und während der Februarrevolution 1917 nach Finnland flüchtete und schließlich in Amerika verschwand. Einige der Lieder haben individuelle Leidensgeschichten wie Alkoholmissbrauch und dysfunktionale Beziehungen zum Thema.

## Stil
Als Selbstbezeichnung ihres Stils wählte die Band „Fast Russian Doom Metal from Finland“ und „Doomsday Metal“. Rezensenten umschreiben den Stil der Gruppe als Verbindung von Gothic- und Doom-Metal, wobei sich Rezensenten vornehmlich auf Vertreter des Alternative Metal, wie Type O Negative, und des Death Doom, wie Kuolemanlaakso oder den frühen Cathedral, berufen. Weitere Parallelen werden zu Sentenced, und Fields of the Nephilim, gezogen. Der Gesang wird als kratzend und rau bezeichnet. Das Gitarrenspiel hingegen wird dem Death Metal nahegestellt und als besonders tief und riffbetont hervorgehoben. Dem Gegenüber wird dem Schlagzeugspiel Minimalismus zugesprochen.

## Diskografie
- 2008: Cherno (Album, UHO Production)
- 2008: 1917 (Download-Single)
- 2011: Nizhe (Album)
- 2014: Imya na stene (Album)
- 2016: Zero (Album)
- 2023: Prestupleniya protiv chelovechestva (Album)